# Johan van Heemskerk
Johan van Heemskerk, nizozemski pesnik, * 1597, Amsterdam, Nizozemska, † 1656.
Diplomiral je na Univerzi v Leidnu, magisterij pa je opravil na Univerzi v Bourgesu.